# 车轮虫属
车轮虫属(Trichodina)是纤毛虫类原生生物车轮虫科下的一属，常寄生或偏利共生于水生生物，特别是鱼类。

## 分类
截至2020年8月16日，WoRMS紀錄本屬包括有88個物種，皆為棲息於海洋的海洋生物。